# Vogue
Vogue je američki modni mjesečnik, najpoznatiji, najcjenjeniji i najutjecajniji modni časopis na svijetu. Zbog svoje se prepoznatljivosti i utjecaja na modnu industriju naziva "modnom Biblijom".
Prvo međunarodno izdanje časopisa za područje Ujedinjenog Kraljevstva (British Vogue) pokrenuto je 1916. godine, dok se talijansko izdanje časopisa (Vogue Italia) smatra najboljim modnim časopisom na svijetu. Danas postoje 24 međunarodna izdanja. Časopis tiska izdavačka kuća Condé Nast. Američko izdanje izlazi u nakladi od 1,2 milijuna primjeraka.
Pojavljivanje na naslovnici časopisa predstavlja najveće postignuće za model u svijetu modne industrije, a uređivanje časopisa najveći doseg u modnom novinarstvu.